# Kim Hee-sun
Kim Hee-sun (hangul: 김희선; ur. 11 czerwca 1977 w Daegu) – południowokoreańska aktorka. Sławę zdobyła w latach 90., dzięki głównym rolom w serialach telewizyjnych.

## Biografia
Kim Hee-sun ukończyła studia na Uniwersytecie Chung-Ang na Wydziale Sztuki Teatralnej i Filmowej. W 1992 roku, kiedy była uczennicą gimnazjum i zaczęła występować jako modelka w magazynach dla nastolatków, wygrała również konkurs Fair Face Beauty.
W 1993 roku Kim pojawiła się w reklamie chrupków krabowych Lotte Samkang, co przyczyniło się do jej debiutu aktorskiego w serialu Dinosaur Teacher i występu muzycznego w Live TV Music 20, w tym samym roku.
Cieszyła się dużą popularnością w połowie lat dziewięćdziesiątych, występując jako aktorka w jednym hicie po drugim.
W przeciwieństwie do jej sukcesu w telewizji, debiut w filmie Repechage w 1997 roku na dużym ekranie okazał się większym wyzwaniem dla kariery Kim Hee-sun.
Kim zdobyła główną nagrodę SBS Drama Awards w 1998 r., za rolę Han Hae-won w serialu Mister Q, czyniąc ją w tym czasie najmłodszą zdobywcą „wielkiej nagrody” (Daesang) w wieku 21 lat. W tym okresie pojawiła się również w licznych reklamach i zyskała rozgłos zarówno w kraju, jak i za granicą, jako jedna z najpiękniejszych i najbardziej urzekających aktorek Korei.
Następnym filmem w jakim  wystąpiła Kim Hee-sun był Jagwimo z 1999 roku.
W swojej najbardziej głośnej roli do tej pory Kim grała córkę mongolskiego generała, w wysoko budżetowym filmie Bichunmoo, nakręconym w Chinach i wydanym w 2000 roku.
Wraz z popularnymi serialami telewizyjnymi ugruntowała swoją pozycję w koreańskiej fali w Chinach, Hongkongu, Tajwanie i całej południowo-wschodniej Azji.
Pod koniec 2001 roku Kim przybrała zupełnie inną rolę, skracając włosy i występując jako animator w filmie Wanee & Junah. Chociaż jej aktorstwo w tym filmie wywołało przychylną reakcję krytyków, sam film był komercyjną klapą.
Jej kariera nabrała tempa w 2003 roku, kiedy wystąpiła w filmie A Man Who Went to Mars, a film stał się wielkim hitem. Kim w 2003 roku również zagrała w serialu stacji SBS, My Fair Lady, który jest remakiem japońskiej TV dramy Yamato Nadeshiko z 2000 roku.
W 2005 roku Kim wystąpiła w Sad Love Story, gdzie zagrała Park Hae-in – niewidomą piosenkarkę, oraz zaśpiewała piosenkę "No Matter How Many Times We Part" (몇번을 헤어져도 Myeochbeon-eul Heeojyeodo) wspólnie z Yoon Gun. Ze względu na jej popularność wśród chińskich widzów, Kim została następnie obsadzona przez Jackie Chana w filmie Mit z 2005 roku, do którego Kim nauczyła się mówić po mandaryńsku. Również wspólnie zaśpiewali piosenkę "Endless Love" (無盡的愛 Wujin De Ai) do tego filmu.
Wracając do Korei, w 2006 roku Kim Hee-sun zagrała główną rolę w serialu Smile Again.
A w 2007 roku Kim poślubiła biznesmena Park Ju-younga i opuściła scenę rozrywkową.
21 stycznia 2009 roku Kim Hee-sun urodziła córkę Park Yeon-ah.
Podczas tej pięcioletniej przerwy od branży rozrywkowej Kim pojawiała się w czasopismach, oraz opublikowała w 2009 roku książkę na temat opieki nad dziećmi i tego, jak stracić wagę po ciąży, zatytułowany "Happy Mom Project" Kim Hee-sun.
Pod koniec 2010 roku ukazał się teledysk do piosenki "Love Is" (사랑이란 Sarang Yi Ran), którą duet Mighty Mouth i Kim Hee-sun zaśpiewali wspólnie.
Miała niewielką rolę w chińskim filmie The Warring States w 2011 roku. 
Kim oficjalnie powróciła w 2012 roku w serialu Faith jako współczesny lekarz, który podróżuje w czasie. Historia osadzona jest w czasach ostatnich królów dynastii Goryeo.
W 2013 roku Kim stała się jednym z gospodarzy zmodernizowanego drugiego sezonu programu Strong Heart, zatytułowanego "Hwasin - Controller of the Heart".
2014 roku została obsadzona w serialowym dramacie familijnym Good Times Indeed stacji KBS2. 
Następnie pojawiła się w Angry Mom w 2015 r., bohaterka grana przez Kim Hee-sun, powraca do liceum, gdy dowiaduje się, że jej nastoletnia córka jest prześladowana. 
Kim następnie wystąpiła w chińskim serialu Ice Fantasy, który miał premierę w 24 lipca 2016 roku.
W 2017 r., Kim Hee-sun wystąpiła w serialu telewizyjnym Pumwiinneun geunyeo stacji JTBC u boku Kim Sun-a. Kim Hee-sun została dobrze przyjęta przez krytyków i publiczność.
W 2018 roku Kim wystąpiła w serialu Room No. 9 stacji tvN. W tym samym roku potwierdziła swój powrót na duży ekran niezależnym filmem Paper Flower.
W 2020 roku Kim zagrała w romantycznym serialu science fiction pt. Alice, który został wyemitowany w SBS w 2020 roku i wydany na całym świecie w serwisie Netflix w 2021 roku.
W 2022 roku Kim wystąpiła w serialu fantasy MBC Tomorrow, grając rolę ponurego żniwiarza Goo-ryeona.

## Filmografia

### Film
| Rok  | Tytuł                                            | Rola               |
| ---- | ------------------------------------------------ | ------------------ |
| 1997 | Repechage (kor. 패자부활전)                      | Eun-hye            |
| 1999 | Jagwimo                                          | Jin Chae-byul      |
| 1999 | Calla                                            | Kang Ji-hee        |
| 2000 | Bichunmoo (kor. 비천무)                          | Sullie             |
| 2001 | Wanee & Junah (kor. 와니와 준하)                 | Wa-ni              |
| 2003 | A Man Who Went to Mars (kor. 화성으로 간 사나이) | So-hee             |
| 2005 | Mit                                              | księżniczka Ok-soo |
| 2011 | The Warring States (chn. 戰國)                   | Pang Fei           |
| 2019 | Paper Flower                                     |                    |

### Seriale
| Rok  | Tytuł                  | Stacja   | Rola                         | Uwagi         | Przy.         |
| ---- | ---------------------- | -------- | ---------------------------- | ------------- | ------------- |
| 1993 | Dinosaur Teacher       | SBS      | Kim Hee-sun                  |               | [ 37 ]        |
| 1994 | The Story of Chunhyang | KBS1     | Seong Chunhyang              |               | [ 38 ]        |
| 1995 | Agatha Christie        | SBS      | Lee Joon-hee                 |               | [ 39 ]        |
| 1995 | Sons of the Wind       | KBS2     | Lee Yeon-hwa                 |               | [ 40 ]        |
| 1995 | Men of the Bath House  | KBS2     | Kim Soo-kyung                |               | [ 41 ]        |
| 1996 | Colors "White Side"    | KBS2     | Kim Hye-jin / Song Eun-young |               | [ 42 ]        |
| 1996 | A Faraway Country      | KBS2     | Seo Woon-ha                  |               | [ 43 ] [ 40 ] |
| 1997 | Propose                | KBS2     | Kim Yoo-ra                   |               | [ 44 ]        |
| 1997 | New York Story         | SBS      | Jae-in                       |               | [ 45 ]        |
| 1997 | Wedding Dress          | KBS2     | Kim Doo-na                   |               | [ 46 ]        |
| 1998 | Forever Yours          | MBC      | Han Seo-hee                  |               | [ 47 ]        |
| 1998 | Mister Q               | SBS      | Han Hye-won                  |               | [ 48 ]        |
| 1998 | Sunflower              | MBC      | Han Soo-yeon                 |               | [ 49 ]        |
| 1999 | Tomato                 | SBS      | Lee Han-yi                   |               | [ 50 ]        |
| 1999 | Goodbye My Love        | MBC      | Seo Yeon-joo                 |               | [ 51 ]        |
| 2003 | My Fair Lady           | SBS      | Ha Min-kyung                 |               | [ 52 ]        |
| 2005 | Sad Love Story         | MBC      | Park Hye-in                  |               | [ 53 ]        |
| 2006 | Smile Again            | SBS      | Oh Dan-hee                   |               | [ 54 ]        |
| 2012 | Faith                  | SBS      | Yoo Eun-soo                  |               | [ 55 ]        |
| 2014 | Wonderful Days         | KBS2     | Cha Hae-won                  |               | [ 40 ]        |
| 2015 | Angry Mom              | MBC      | Jo Kang-ja / Jo Bang-wool    |               | [ 56 ]        |
| 2016 | Ice Fantasy            | Hunan TV | Lian Ji                      | Chińska drama | [ 57 ]        |
| 2017 | The Lady in Dignity    | JTBC     | Woo Ah-jin                   |               | [ 58 ]        |
| 2018 | Room No. 9             | tvN      | Eulji Hae-yi                 |               | [ 59 ]        |
| 2020 | Alice                  | SBS      | Yoon Tae-yi / Park Sun-young |               | [ 60 ]        |
| 2022 | Tomorrow               | MBC      | Goo-ryeon                    |               | [ 61 ]        |

## Nagrody i nominacje
| Ceremonia                                | Rok  | Kategoria                                                             | Nominowany                | Rezultat  | Przy.  |
| ---------------------------------------- | ---- | --------------------------------------------------------------------- | ------------------------- | --------- | ------ |
| Andre Kim Best Star Awards               | 2003 | Nagroda Gwiazdy                                                       | Kim Hee-sun               | Wygrana   | [ 62 ] |
| Andre Kim Best Star Awards               | 2007 | Nagroda Gwiazdy                                                       | Kim Hee-sun               | Wygrana   | [ 63 ] |
| Andre Kim Best Star Awards               | 2009 | Nagroda Gwiazdy                                                       | Kim Hee-sun               | Wygrana   | [ 64 ] |
| APAN Star Awards                         | 2014 | Nagroda Najwyższej Doskonałości, Aktorka w Miniserialu                | Wonderful Days            | Wygrana   | [ 65 ] |
| APAN Star Awards                         | 2015 | Nagroda Najwyższej Doskonałości, Aktorka w Miniserialu                | Angry Mom                 | Wygrana   | [ 66 ] |
| APAN Star Awards                         | 2016 | Nagroda dla najlepszej gwiazdy APAN                                   | Kim Hee-sun               | Wygrana   | [ 67 ] |
| APAN Star Awards                         | 2021 | Nagroda Najwyższej Doskonałości, Najlepsza Aktorka w Miniserialu      | Alice                     | Wygrana   | [ 68 ] |
| Asia Artist Awards                       | 2017 | Nagroda główna (Daesang)                                              | The Lady in Dignity       | Wygrana   | [ 69 ] |
| Asian Influence Awards Oriental Ceremony | 2015 | Nagroda dla najbardziej wpływowego Azjaty                             | Kim Hee-sun               | Wygrana   | [ 70 ] |
| Baeksang Arts Awards                     | 1996 | Najlepsza nowa aktorka – Telewizyjna                                  | Men of the Bath House     | Wygrana   |        |
| Baeksang Arts Awards                     | 2000 | Najpopularniejsza aktorka (telewizyjna)                               | Tomato                    | Wygrana   |        |
| Baeksang Arts Awards                     | 2002 | Najlepsza aktorka – film                                              | Wanee & Junah             | Nominacja |        |
| Baeksang Arts Awards                     | 2002 | Najpopularniejsza aktorka (film)                                      | Wanee & Junah             | Wygrana   | [ 71 ] |
| Baeksang Arts Awards                     | 2018 | Najlepsza aktorka – Telewizyjna                                       | The Lady in Dignity       | Nominacja | [ 72 ] |
| Blue Dragon Film Awards                  | 2000 | Nagroda Popularnej Gwiazdy                                            | Bichunmoo                 | Wygrana   | [ 73 ] |
| Blue Dragon Film Awards                  | 2001 | Najlepsza pierwszoplanowa aktorka                                     | Wanee & Junah             | Nominacja |        |
| Blue Dragon Film Awards                  | 2001 | Nagroda Popularnej Gwiazdy                                            | Wanee & Junah             | Wygrana   | [ 74 ] |
| Cosmo Beauty Awards                      | 2012 | Ikona Piękna Roku                                                     | Kim Hee-sun               | Wygrana   | [ 75 ] |
| Fair Face Beauty Contest                 | 1992 | Nagroda główna (Daesang)                                              | Kim Hee-sun               | Wygrana   |        |
| Hong Kong Film Award                     | 2006 | Najlepsza oryginalna piosenka filmowa                                 | Mit                       | Nominacja |        |
| KBS Drama Awards                         | 1994 | Najlepsza młoda aktorka                                               | The Story of Chunhyang    | Nominacja |        |
| KBS Drama Awards                         | 1995 | Najlepsza nowa aktorka                                                | Sons of the Wind          | Wygrana   |        |
| KBS Drama Awards                         | 1996 | Nagroda za Najwyższą Doskonałość, Aktorka                             | A Faraway Country, Colors | Wygrana   |        |
| KBS Drama Awards                         | 1997 | Nagroda popularności                                                  | Propose                   | Wygrana   |        |
| KBS Drama Awards                         | 2014 | Nagroda za Najwyższą Doskonałość, Aktorka                             | Wonderful Days            | Nominacja |        |
| KBS Drama Awards                         | 2014 | Nagroda za Doskonałość, Aktorka w serialu                             | Wonderful Days            | Nominacja |        |
| Korean Culture and Entertainment Awards  | 2012 | Najlepsza aktorka                                                     | Faith                     | Wygrana   | [ 76 ] |
| Korea Drama Awards                       | 2015 | Nagroda za Najwyższą Doskonałość, Aktorka                             | Angry Mom                 | Nominacja |        |
| MBC Drama Awards                         | 1998 | Nagroda popularności                                                  | Forever Yours, Sunflower  | Wygrana   |        |
| MBC Drama Awards                         | 2015 | Nagroda główna (Daesang)                                              | Angry Mom                 | Nominacja |        |
| MBC Drama Awards                         | 2015 | 10 najlepszych gwiazd                                                 | Angry Mom                 | Wygrana   | [ 77 ] |
| MBC Drama Awards                         | 2015 | Nagroda Najwyższej Doskonałości, Aktorka w Miniserialu                | Angry Mom                 | Nominacja |        |
| SBS Drama Awards                         | 1998 | Nagroda główna (Daesang)                                              | Mister Q                  | Wygrana   |        |
| SBS Drama Awards                         | 2000 | Nagroda SBSi                                                          | Tomato                    | Wygrana   | [ 78 ] |
| SBS Drama Awards                         | 2000 | Nagroda Wielkiej Gwiazdy                                              | Tomato                    | Wygrana   | [ 78 ] |
| SBS Drama Awards                         | 2012 | Nagroda Najwyższej Doskonałości, Aktorka w Miniserialu                | Faith                     | Nominacja |        |
| SBS Drama Awards                         | 2020 | Nagroda główna (Daesang)                                              | Alice                     | Nominacja | [ 79 ] |
| SBS Drama Awards                         | 2020 | Nagroda Najwyższej Doskonałości, Aktorka w Miniserialu Fantasy/Romans | Alice                     | Nominacja |        |
| The Seoul Awards                         | 2017 | Najlepsza aktorka                                                     | The Lady in Dignity       | Nominacja | [ 80 ] |